# Alan Merrill

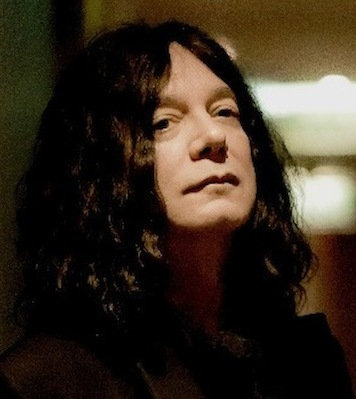
Alan Merrill (2013)

Alan Merrill (* 19. Februar 1951 als Allan Preston Sachs in der Bronx, New York City; † 29. März 2020 in Manhattan, New York City) war ein amerikanischer Sänger, Gitarrist, Songschreiber, Schauspieler und Model. In den frühen 1970er-Jahren war Merrill der erste Westler, der in Japan den Status eines Popstars erreichte. Er war Mitautor und Sänger der ersten veröffentlichten Version des Songs I Love Rock ’n’ Roll, der 1975 von den Arrows aufgenommen wurde. Merrill war vor allem als Sänger und Songschreiber bekannt, spielte aber auch Gitarre, Bassgitarre, Mundharmonika und Keyboard.

## Leben

### Familie und Ausbildung
Merrill wurde als Sohn zweier Jazzmusiker, der Sängerin Helen Merrill und des Saxophonspielers und Klarinettisten Aaron Sachs, geboren. Im Alter von 9 bis 13 Jahren besuchte er das britische Internat Aiglon College in der Schweiz. Anschließend besuchte er in den USA verschiedene Schulen in New York und Los Angeles sowie die katholische Sophia University in Tokio. Im Alter von 14 Jahren in New York City trat er im Cafe Wha? in Greenwich Village mit den Bands The Kaleidoscope, The Rayne und Watertower West auf, die in der Zeit von 1966 bis 1968 im Club spielten.

### Karriere in Japan
Nachdem Merril 1968 Teil der New Yorker Band Left Banke war, die sich  kurze Zeit später auflöste, ging er nach Japan und begann dort seine professionelle Karriere mit der Band The Lead in Tokio bei RCA Victor Records. The Lead hatte eine Hit-Single „Akuma ga kureta Aoi Bara“ (Blaue Rose) und löste sich bald auf. 1969 unterzeichnete Merrill einen Solo-Management-Vertrag mit Watanabe Productions, die ihn bei Atlantic Records unter Vertrag nahmen, und nahm den Künstlernamen Merrill an.
Er nahm mit Atlantic Records das Album „Alone in Tokio“ auf, das eine Hit-Single „Namida“ (Teardrops) hervorbrachte.
Merrill spielte in der beliebten TV-Soap Jikan Desu Yo und war Stammgast in der Morgensendung für Teenager Young 720 von TBS. Er war außerdem Model in Werbespots für Nissan-Autos, Jun-Kleidung, AnnAnn, Non-no und GT-Jeans. 1971 veröffentlichte er in Japan eine von Mickey Curtis produzierte LP mit eigenen Kompositionen unter dem Titel „Merrill 1“ für das Plattenlabel Denon/Kolumbien. Auf dem Höhepunkt seines Ruhmes coverte Tiny Tim 1972 auf Scepter Records eine Komposition von Alan Merrill aus dem Merrill 1-Album, ein Lied mit dem Titel „Movies“. Danach gründete er die Band Vodka Collins, die zu Japans Top-Glam-Rock-Act wurde. Zur Band gehörten die japanischen Superstars Hiroshi „Monsieur“ Kamayatsu und Hiroshi Oguchi. Vodka Collins nahm 1972/1973 eine LP mit dem „Titel Tokio – New York“ auf dem Label EMI Toshiba auf, die noch heute als CD-Wiederveröffentlichungen erhältlich ist. Die Band ist vor allem für die Aufnahme und Veröffentlichung der ersten populären Glam-Rock-Songs in Japan im Jahr 1972 bekannt, darunter die doppelte A-seitige Single „Sands Of Time“ und „Automatic Pilot“.

### Spätere Karriere
1974 gründete Merrill in London die Band Arrows (als Lead-Sänger und Bassgitarrist) mit dem Schlagzeuger Paul Varley und dem Gitarristen Jake Hooker. Peter Meaden war der erste Manager der Arrows. Später unterschrieben sie bei Mickie Most's RAK Records. Im März 1974 waren die Arrows mit dem Song „Touch Too Much“ in den Top 10 der britischen Charts.
1980 schloss sich Merrill mit Rick Derringer als Gitarrist und Sänger in New York City zusammen. Anfang Juni 2016 veröffentlichte er ein Duett mit dem britischen Rockstar Bob Bradbury von der Band Hello mit dem Titel „Brothers in Rock“. Er gab auch internationale Live-Konzerte.

### Tod
Merrill starb am 29. März 2020 im Alter von 69 Jahren während der Coronavirus-Pandemie an den Folgen einer SARS-CoV-2-Infektion.

## Privates
1977 heiratete Merrill das Model Cathee Dahmen (16. September 1945; † 25. November 1997). Das Paar hatte zwei Kinder – Laura and Allan Jr. – und ließ sich später scheiden. Merrill heiratete danach Joanna Lisanti.